# Mieketine Wouters
Mieketine Mignot-Wouters (Tilburg, 10 maart 1969) is een Nederlands voormalig hockeyster.
Wouters begon haar hockeycarrière in Tilburg bij TMHC Forward, later bij Were Di en speelde vervolgens kort bij MOP uit Vught. Hierna verhuisde zij naar H&BC, waar zij een groot deel van de jaren 90 een vaste waarde in het eerste was. Later speelde Wouters nog enkele seizoenen voor Laren.
Als international kwam Wouters uit op de Olympische Spelen van 1992 en op Champions Trophy's van 1989, 1991, 1993 en 2000. In totaal droeg Wouters 75 keer het oranje tenue en scoorde zij 23 doelpunten. Haar debuut maakte zij in de met 2-1 gewonnen interland tegen Amerika op 18 augustus 1989. Vanaf 1994 maakte zij geen deel meer uit van de oranjeselectie. Echter werd zij in 2000 voor korte duur weer opgeroepen. Haar laatste interland volgde op 6 augustus 2000 in de met 5-1 gewonnen interland tegen Canada. Hierbij was Wouters een van de doelpuntenmakers.
Carina Benninga · 
Carina Bleeker · 
Annemieke Fokke · 
Noor Holsboer · 
Danielle Koenen · 
Helen Lejeune-van der Ben · 
Jeannette Lewin · 
Caroline van Nieuwenhuyze-Leenders · 
Martine Ohr · 
Wietske de Ruiter · 
Florentine Steenberghe · 
Carole Thate · 
Jacqueline Toxopeus · 
Cécile Vinke · 
Ingrid Wolff · 
Mieketine Wouters ·
Coach: Roelant Oltmans